# Capeta cachimbo
Capeta cachimbo é uma espécie de aranha descrita por Ruiz & Brescovit em 2006. Capeta cachimbo faz parte do gênero Capeta e da família Salticidae.